# Poco (muziekterm)
Poco is van oorsprong een Italiaanse muziekterm en betekent "een beetje". 
Poco ritenuto betekent bijvoorbeeld "een beetje terugnemen". Poco a poco betekent "beetje bij beetje", bijvoorbeeld in de uitdrukking poco a poco accelerando "beetje bij beetje versnellen". 
Poco komt voor in vele combinaties, zoals bij:
- tempoaanduidingen: bijvoorbeeld poco allegro, of poco adagio
- dynamiek: bijvoorbeeld poco forte, poco sforzato, poco crescendo
- articulatie: bijvoorbeeld poco staccato, poco marcato
- muzikale agogiek: bijvoorbeeld poco rubato, poco accentuato, poco tenuto